# Oumare Tounkara
Pour les articles homonymes, voir Tounkara.
Oumare Tounkara, né le 25 mai 1990 à Paris, est en footballeur français qui évolue au poste d'attaquant.

## Biographie
Oumare Tounkara commence sa carrière avec l'équipe réserve du CS Sedan Ardennes. Il est très vite transféré en Angleterre au club de Sunderland. Toutefois, il ne joue pas un match durant toute l'année avec son club, et se voit prêté la saison suivante auprès de la modeste équipe d'Oldham Athletic, en troisième division anglaise. Il inscrit sept buts en troisième division anglaise lors de la saison 2010-2011.
En 2012, Tounkara retourne brièvement en France du côté du Red Star, où il joue avec l'équipe B, puis repart de l'autre côté de la Manche, dans des divisions inférieures.
Lors de la saison 2014-2015, il est de retour en France avec la JA Drancy, qui évolue alors en CFA (quatrième division). Arrivé début octobre, il métamorphose l'équipe alors lanterne rouge de son championnat, et qui n'avait remporté aucun match. Il inscrit notamment sept buts en sept rencontres.
En 2015, il arrive à Châteauroux. Avec cette équipe, il inscrit 12 buts dans le championnat de National lors de la saison 2015-2016, puis sept buts dans ce même championnat la saison suivante. Il emmène son équipe à la promotion Ligue 2 à l'issue de la saison 2016-2017. En mai 2017, les entraîneurs de National l'élisent dans l'équipe-type de la saison pour le site Foot-National. Pour sa première saison en Ligue 2, il inscrit cinq buts. 
Le 31 juillet 2019, il s'engage en faveur de l'AFC Astra Giurgiu, un club roumain de première division.